# Villarvolard
Villarvolard (toponimo francese) è una frazione di 268 abitanti del comune svizzero di Corbières, nel Canton Friburgo (distretto della Gruyère).

## Geografia fisica
Secondo l'Ufficio federale di statistica,  Villarvolard misura 5,46 km². Il 3,9% di questa superficie è residenziale o infrastrutturale, il 51,5% è terreno agricolo e il 44,7% è terreno boschivo. 
Villarvolad si affaccia sul Lago della Gruyère.

## Storia

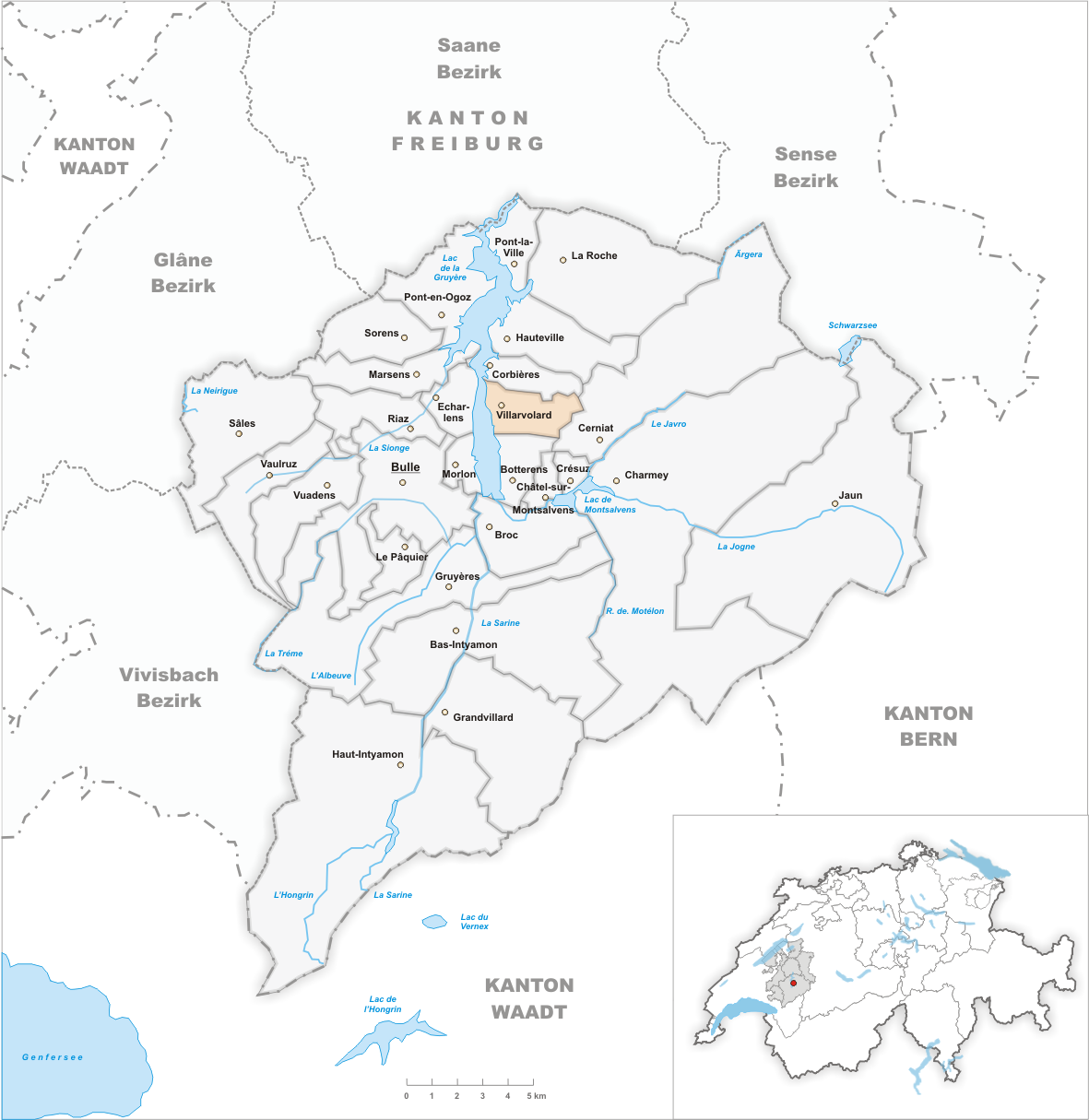
Il territorio del comune di Villarvolard prima degli accorpamenti comunali del 2011

Già comune autonomo che si estendeva per 5,46 km², il 1º gennaio 2011 è stato accorpato a Corbières.

## Monumenti e luoghi d'interesse
- Chiesa cattolica di San Sulpizio, eretta nel 1760[1].

## Società

### Evoluzione demografica
L'evoluzione demografica è riportata nella seguente tabella:
Abitanti censiti

## Amministrazione
Ogni famiglia originaria del luogo fa parte del comune patriziale che ha la responsabilità della manutenzione di ogni bene comune.